# Неретвские пираты
Неретвские пираты промышляли разбоем на Неретве в Далмации в Средние века. Впервые появились в Неретвлянском княжестве, которое византийцы именовали «Пагания» (дословно — «страна язычников»). Они занимают особое место в фольклоре Хорватии, поскольку сражались c Венецианской и Генуэзской республиками, турками-османами, а также с разбойничьими мусульманскими бандами. Есть мнение, что пиратами их назвали победившие в сражении на мысе Мика венецианцы.

## История
Пираты нападали на венецианские торговые суда в дельте Неретвы. В IX веке они захватили укрепленное поселение недалеко от Умага. Были крещены после 870 года. В 887 году в морском сражении со славянскими пиратами-неретвлянами в Адриатике погиб 16-й венецианский дож Пьетро I Кандиано. После пленения сына 18-го дожа Орсо II Партечипацио Венеция стала платить выкуп пиратам.
Разбойники тщательно выбирали укрытие и планировали дорогу к отступлению. Дельта реки представляла собой плотный лабиринт плавней, что помогало им успешно скрыться. На своих небольших ладьях пираты могли плавать на мелководье, не опасаясь погони.